# Amphioctopus marginatus
Amphioctopus marginatus – gatunek średniej wielkości ośmiornicy z rodziny Octopodidae. Występuje w tropikalnych wodach Oceanu Spokojnego. Jej ciało osiąga długość całkowitą około 15 cm, a nie licząc ramion – około 8 cm. Żywi się krewetkami, krabami i małżami. Jest jedynym znanym bezkręgowcem, u którego stwierdzono umiejętność gromadzenia i planowanego używania przedmiotów. Sfilmowano ośmiornicę z tego gatunku zbierającą łupiny orzecha kokosowego wrzuconego przez ludzi do morza, przenoszącą je na odległość 20 m i układającą z nich własne schronienie.